# Alasmidonta marginata
Alasmidonta marginata är en musselart som beskrevs av Thomas Say 1818. Alasmidonta marginata ingår i släktet Alasmidonta och familjen målarmusslor. IUCN kategoriserar arten globalt som otillräckligt studerad. Inga underarter finns listade i Catalogue of Life.